# Pohja

Wappen der ehemaligen Gemeinde Pohja

Pohja (finnisch [ˈpɔhjɑ]) oder Pojo (schwedisch) ist eine Siedlung (finnisch taajama, schwedisch tätort) und ehemalige Gemeinde im Süden Finnlands. Sie schloss sich zum Jahresbeginn 2009 mit Ekenäs und Karis zu der Stadt Raseborg zusammen.
Pohja liegt in der Landschaft Uusimaa (schwedisch Nyland) 80 Kilometer westlich der Hauptstadt Helsinki, wo Finnlandschweden traditionell einen großen Anteil der Bevölkerung stellen. Das Gemeindegebiet hatte eine Fläche von 247,75 km² (davon 23,09 km² Binnengewässer). Die Einwohnerzahl betrug zuletzt 4936, davon 38 % Finnlandschweden. Offiziell war die Gemeinde Pohja zweisprachig mit Finnisch als Mehrheits- und Schwedisch als Minderheitssprache.

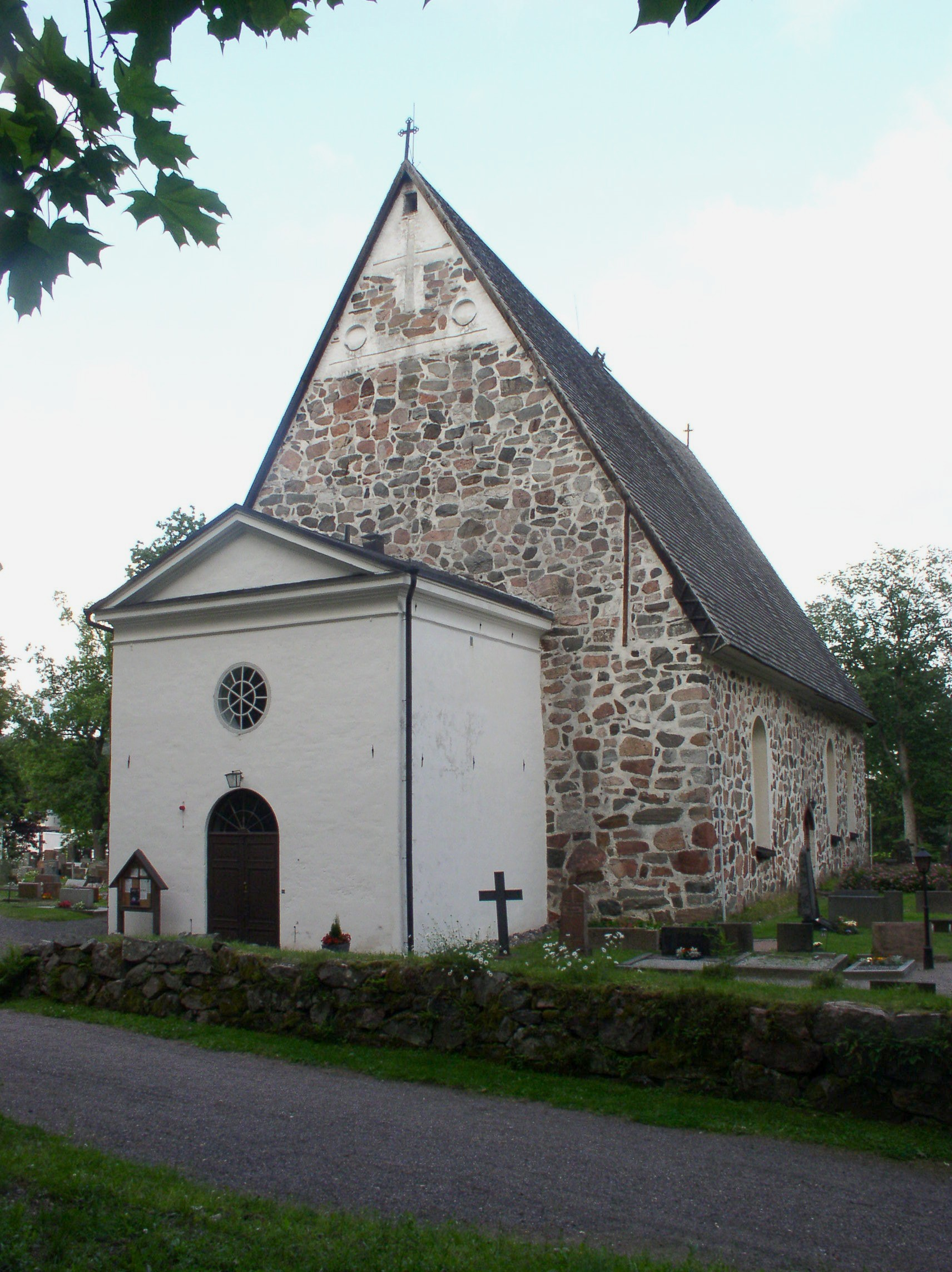
Die mittelalterliche Feldsteinkirche von Pohja

Hauptort der Gemeinde war das Kirchdorf Pohja, welches 1816 Einwohner hat und am Ende der schmalen Meeresbucht Pohjanpitäjänlahti (schwedisch Pojoviken) liegt. Die Bucht ragt über 20 Kilometer in das Binnenland hinein und verfügt über eine Tiefwasserfahrrinne für Frachtschiffe. Zum ehemaligen Gemeindegebiet von Pohja gehören ferner die Siedlungen Billnäs (finnisch Pinjainen, 1267 Einwohner), Fiskars (finnisch Fiskari, 569 Einwohner), Åminnefors (481 Einwohner), Björsby-Mörby (384 Einwohner), Antskog (finnisch Ansku) (113 Einwohner), Ekerö (110 Einwohner) und Kuovila (92 Einwohner).
Pohja gilt als der Geburtsort der Metallindustrie Finnlands. Im 17. Jahrhundert entstanden hier die Eisenhütten Antskog (1630), Billnäs (1641) und Fiskars (1649), das sogenannte „Solingen Finnlands“. Der gleichnamige Konzern Fiskars besteht nach wie vor und stellt heute Scheren, Äxte und Messer her. Das Unternehmen ist bis heute der größte Arbeitgeber von Pohja. Die „Eisenhütten von Pohja“ gehören zu den 27 Nationallandschaften Finnlands.
Pohja liegt an der Königsstraße, dem alten Weg der schwedischen Könige von Åbo (finnisch Turku) nach Viborg (heute in Russland Wyborg). Heute ist die Königsstraße eine touristische Route. Die wichtigsten Sehenswürdigkeiten von Pohja sind die historischen Eisenhütten und die um 1480 erbaute Feldsteinkirche.

## Persönlichkeiten
- Ernst Linder (1868–1943), schwedischer General und Dressurreiter
- Fridolf Lundsten (1884–1947), Ringer
- Carol Lindroos (1930–2001), Diskuswerfer
- Pauli Nevala (1940–2025), Speerwerfer